# Battyánd község
Battyánd község (szlovén nyelven Občina Puconci) a Muravidék szlovéniai magyarok által is lakott területén található, valamint a Pomurska statisztikai régió része. Lakosainak száma 5861 fő (2020. július 1.).

## A község települései
(Zárójelben a szlovén név szerepel, de legtöbbször a helyi magyarok is ezeket a névváltozatokat használják, mivel a települések magyar nevüket jórészt csak a 19. század végi földrajzinév-magyarosítások idején kapták, és ezek azóta feledésbe merültek, a térképeken sem szerepelnek.)
Battyánd (Puconci), a község központi települése; Bodóhegy (Bodonci), Bokrács (Bokrači), Búzahely (Beznovci), Gesztenyés (Kuštanovci), Halmosfő (Gorica), Kölesvölgy (Prosečka vas), Mátyásdomb (Mačkovci), Musznya (Moščanci), Nyíreslehomér (Lemerje), Ottóháza (Otovci), Őrfalu (Dankovci), Pálhegy (Poznanovci), Pálmafa (Puževci), Rónafő (Predanovci), Salamon (Šalamenci), Sűrűház (Strukovci), Szentsebestyén (Pečarovci), Tiborfa (Vadarci), Vaslak (Vaneča), Vasnyíres (Brezovci), Völgyes (Dolina), Zoltánháza (Zenkovci).

## Népesség
| Lakosok száma | 6145 | 6139 | 6119 | 6106 | 6099 | 6006 | 5958 | 5944 | 5892 | 5861 |
|               | 2008 | 2009 | 2011 | 2012 | 2013 | 2015 | 2016 | 2017 | 2019 | 2020 |